# Acer Spin
Spin je označení rodiny konvertibilních notebooků (2v1, tj. tablet a notebook v jednom zařízení) tchajwanského výrobce Acer. Spiny jsou vybaveny dotykovou obrazovkou a 360° pantem pro úplné otočení panelu do režimu tablet. Výrobní program zahrnuje modelové řady Spin 1, Spin 3, Spin 5 a nejvyšší Spin 7.
Původní Spin 7 pohánělo mobilní dvoujádro Intel Core i7, jež v druhé generaci nahradil 8jádrový RISC Qualcomm Snapdragon 8cx 2. generace.
Rodina zahrnuje tyto modely:
- Chromebook Spin 714[3] – výkonný model s ChromeOS, poháněný procesorem Intel Core 13. generace